# Air (Lied)
Air ist ein Popsong der norwegischen Sänger Marcus & Martinus. Mit dem Stück nahmen die beiden am Melodifestivalen 2023 teil und belegte dort im Finale den zweiten Platz.

## Hintergrund
Air wurde von Jimmy „Joker“ Thörnfeldt, Joy und Linnea Deb sowie den beiden Sängern selbst geschrieben. Thörnfeldt und Joy Deb übernahmen die Produktion. Laut Angaben der beiden Künstler entstand das Lied innerhalb einer vierstündigen Session und wurde extra für die Teilnahme am Melodifestivalen geschrieben. Das Werk handelt nach Aussagen der Sänger von einem wichtigen Mensch oder Ereignis, das für jemanden so bedeutsam ist wie Luft.

## Auftritt beim Melodifestivalen

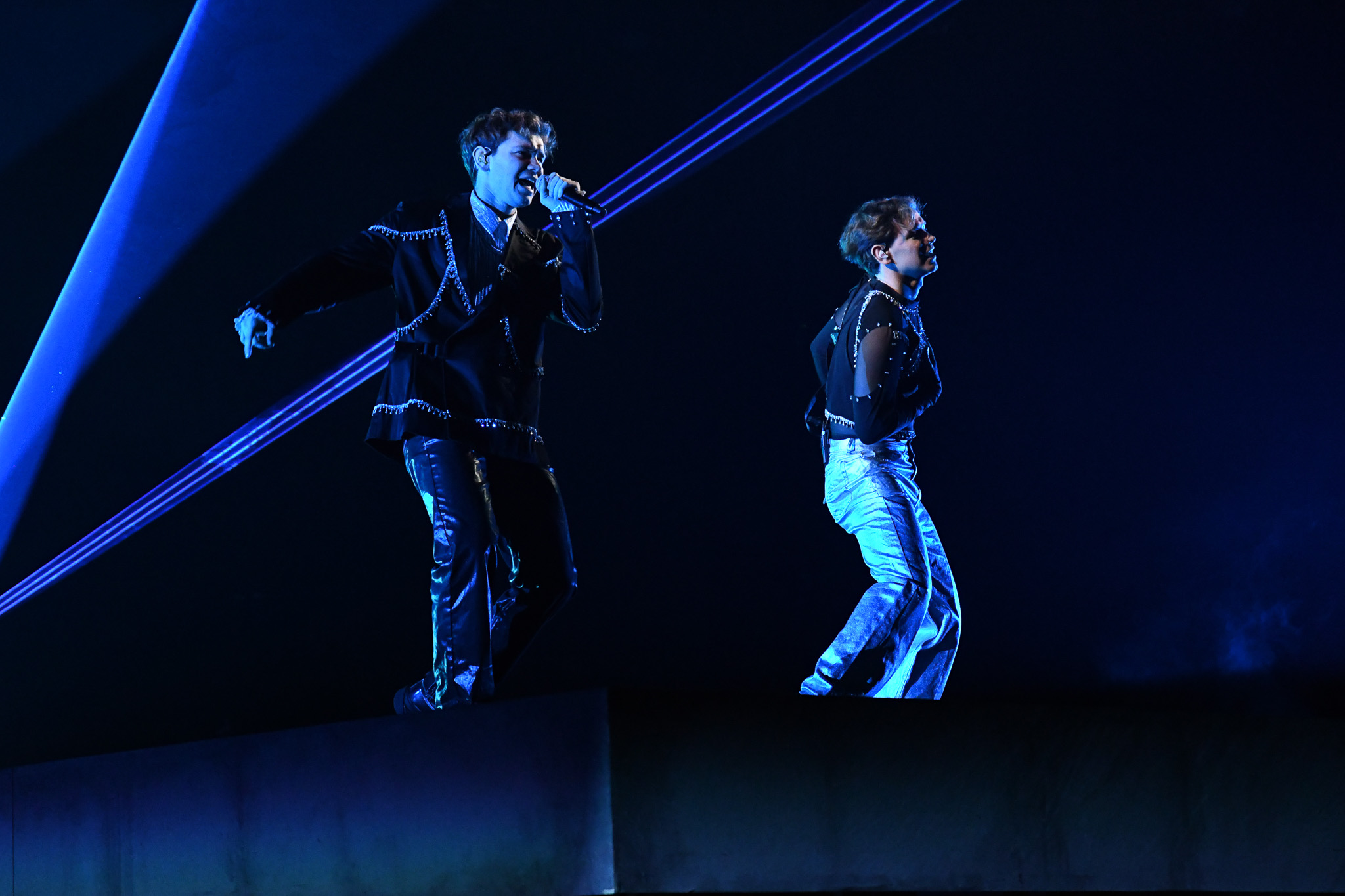
Marcus & Martinus während ihres Auftritts im Finale in Solna

Der Beitrag wurde am 18. Februar 2023 im dritten Halbfinale (Deltävling 3) in Lidköping von Marcus & Martinus präsentiert. Dabei war der Beitrag der letzte Beitrag des Abends. Auf der Bühne standen ausschließlich die beiden Sänger, auf einer erhöhten Plattform, umgeben von Lasertechnik. Die norwegischen Zwillinge erhielten in der ersten Abstimmungsrunde die meisten Stimmen und zogen damit direkt in das Finale ein. Das am 11. März 2023 stattfindende Finale wurde in der Friends Arena in Solna, nördlich der Hauptstadt Stockholm ausgetragen. Der Beitrag startete dabei als vierter von insgesamt zwölf Beiträgen. Sowohl in der Jurywertung, als auch in der Gunst der Zuschauer konnten Marcus & Martinus den zweiten Platz erreichen. Mit 138 Gesamtpunkten erreichten sie auch in der Gesamtwertung den zweiten Platz.

## Charts und Chartplatzierungen
| ChartsChartplatzierungen | Höchstplatzierung | Wochen |
| ------------------------ | ----------------- | ------ |
| Schweden (GLF)           | 4 (3 Wo.)         | 3      |